# Polizel de Siracusa
Polizel (en grec antic: Πολύζηλος, llatí: Polyzelus), fill de Dinòmenes de Gela i germà de Geló I de Siracusa, fou un militar siracusà.
Va participar amb els seus germans a la batalla d'Hímera l'any 480 aC. Geló va morir el 478 aC i va deixar el poder al seu germà Hieró I, però va organitzar l'enllaç de la seva viuda Demareta filla de Teró d'Agrigent amb Polizel, junt amb el comandament de l'exèrcit, que amb això va obtenir una forta influència al govern. Aquest poder de Polizel va molestar a Hieró, que el va enviar a ajudar a Crotona en la seva guerra contra Síbaris, esperant que morís a la guerra.
Segons un relat, Polizel no va voler obeir i va ser enviat a l'exili. Segons altres autors va obeir i va aconseguir la victòria en la guerra, el que encara va molestar més a Hieró, que finalment el va desterrar. Es va refugiar a la cort del seu sogre Teró que li va donar suport i va agafar les armes contra Hieró. La guerra entre Teró i Hieró es va acabar amb la mediació del poeta Simònides de Ceos, que va aconseguir la reconciliació dels dos germans. Polizel va poder retornar a Siracusa i li van ser tornats tots els seus antics honors.
Sembla que es va mantenir en bons termes amb el seu germà fins a la seva mort, la data de la qual no es coneix, però devia ser anterior a la de Hieró, que va morir l'any 466 aC, ja que el va substituir el seu germà petit Trasibul, segons diu Diodor de Sicília.